# Aegeria aulograpta
Aegeria aulograpta is een vlinder uit de familie van de wespvlinders (Sesiidae). De wetenschappelijke naam van de soort is voor het eerst geldig gepubliceerd in 1934 door Edward Meyrick.